# Jeziorki (Leszno)
Pour les articles homonymes, voir Jeziorki.
Jeziorki (prononciation : [jɛˈʑɔrki]) est un village polonais de la gmina d'Osieczna dans le powiat de Leszno de la voïvodie de Grande-Pologne dans le centre-ouest de la Pologne.
Il se situe à environ 2 kilomètres à l'ouest d'Osieczna (siège de la gmina), à 8 kilomètres au nord-est de Leszno (siège du powiat) et à 57 kilomètres au sud de Poznań (capitale régionale).

## Histoire
De 1975 à 1998, le village faisait partie du territoire de la voïvodie de Leszno.

Depuis 1999, Jeziorki est situé dans la voïvodie de Grande-Pologne.